# Phare de Point Pinos
Le phare de Point Pinos (en anglais : Point Pinos Lighthouse) est un phare américain situé à Pacific Grove, dans le comté de Monterey, en Californie.
Ce phare est géré par la Garde côtière américaine, et les phares de l'État de Californie sont entretenus par le District 11 de la Garde côtière .
Il est inscrit au Registre national des lieux historiques depuis 14 juillet 1977 .

## Histoire
C'est le phare le plus ancien de la Côte Ouest des États-Unis. Des expositions et d'autres activités sont proposées dans le petit musée qu'il abrite par la municipalité de Pacific Grove. Il est entouré par le Pacific Grove Municipal Golf Links (en).

## Description
La source actuelle de lumière est fournie par une ampoule d'un Kilowatt qui émet une puissance de 50.000 candelas, à une hauteur focale de 27 m au-dessus du niveau de la mer. Le phare avait été automatisé en 1975. Une lentille de Fresnel de 3e ordre émet un éclat blanc toutes les 4 secondes. Sa portée nominale est de 17 milles nautiques (environ 32 km).

## Caractéristique dufeu à occultations
Fréquence : 4 secondes (W)
- Lumière : 3 secondes
- Obscurité : 1 seconde